# Liste der Naturdenkmale in Daubach (Westerwald)
Die Liste der Naturdenkmale in Daubach nennt die im Gemeindegebiet von Daubach ausgewiesenen Naturdenkmale (Stand 13. Juni 2024).

## Ehemalige Naturdenkmale
| Nr. | Bezeichnung      | Lage                                         | Beschreibung                                        | Bild            |
| --- | ---------------- | -------------------------------------------- | --------------------------------------------------- | --------------- |
|     | Hirschkäfereiche | westlich des Ortes; Abteilung Steinkaut Lage | Quercus robur; Rechtsverordnung vor 2009 aufgehoben | Fotos hochladen |